# Pierre Gripari

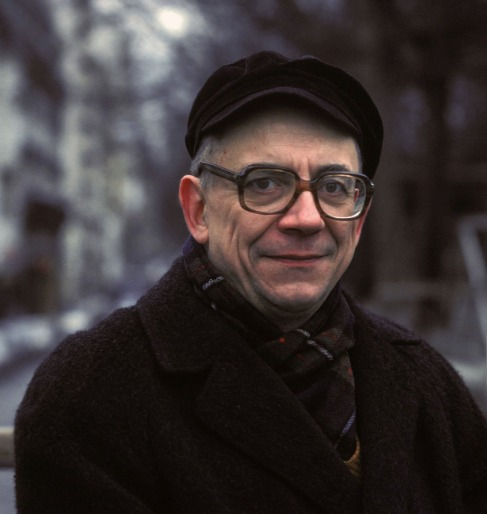
Pierre Gripari

Pierre Gripari (* 7. Januar 1925 in Paris; † 23. Dezember 1990 ebenda) war ein französischer Schriftsteller, Poet und Erzähler griechischer Abstammung. Er schrieb auch unter dem Pseudonym Rose Londres.
Pierre Gripari verstand sich selbst als Geschichtenerzähler, der nicht für die Augen, sondern für die Ohren schreibt. „Raconter des histoires, prétend-il, est le plus beau métier du monde, et le plaisir qu´on y prend est une des rares choses qui ne trompent jamais.“ („Geschichten erzählen, behauptet er, sei der schönste Beruf der Welt, und die Freude, die man dabei erfährt, sei eines der wenigen Dinge, die nie trügen!“)
Seine bekannten Kindergeschichten aus den Contes de la rue Broca und Les Contes de la Folie Méricourt wurden als Trickfilmserie 1995/1996 im französischen Sender France 3 und ab 1998 in deutscher Sprache im Ki.Ka, in ORF 1 und in SF 1 unter dem Titel Die geheimnisvolle Rue Broca in einer Serie mit 26 Episoden ausgestrahlt.
Gripari war Mitglied in der „Mensa“ – Vereinigung für Hochbegabte.

## Auszeichnungen
- Prix de la nouvelle de l'Académie Française (1988).
- Prix Voltaire (1976).

## Werke
- Pierre Gripari: Contes de la rue Broca. La Table Ronde, Paris 1967, ISBN 2-7103-0024-9.
- Pierre Gripari: Pedigree du vampire. L´Age d´Homme, Lausanne 1976, ISBN 2-8251-2807-4.
- Rose Londres: Histoire de prose. L´Age d´Homme, Paris 1984, ISBN 2-260-00358-3.
- Helga Abret, Louis Vax (Hrsg.): Der König mit der Goldmaske und andere phantastische Erzählungen aus Frankreich. Suhrkamp, Frankfurt am Main 1985, ISBN 3-518-37624-1.
- Marcel Aymé: Der Weg ins Blaue. Mit Aufsätzen von Pierre Gripari. Matthes & Seitz, München 1989, ISBN 3-88221-752-9.
- Franz Zadrazil unter Mitarbeit von Ulrich Gansert, Lisa Perrin, Pierre Gripari: In Städten. Karolinger, Wien 1989, ISBN 3-85418-042-X.
- Bertrand d'Alleaume hat mich hinter der Tür des kleinen Büros geküßt. Mit einer Erzählung von Pierre Gripari. Beck und Glückler, Freiburg i. Br. 1989, ISBN 3-924175-67-5.
- Kleiner Idiotenführer durch die Hölle. Erzählungen. Aus dem Französischen von Cornelia Langendorf und Hans Therre. Matthes & Seitz, München 1992, ISBN 3-88221-782-0.
- Göttliche und andere Lügengeschichten. Erzählungen. Aus dem Französischen von Cornelia Langendorf. Matthes & Seitz, München 1992, ISBN 3-88221-785-5.
- Pierre Gripari: Les Contes de la Folie Méricourt. Grasset Jeunesse, Paris 1993, ISBN 2-246-30672-8.
- Wachtmeister Waldi. Zwei Theaterstücke nach den Märchen der Gebrüder Grimm. Übersetzt und für das deutsche Publikum bearbeitet von Josef Mahlmeister. Teiresias, Köln 1999, ISBN 3-9805860-7-3.
- Pierre Gripari: Die Zaubergeschichten aus der Rue Broca. Dreizehn Erzählungen der Kindergeschichten: Les contes de la rue Broca. Aus dem Französischen und bearbeitet von Josef Mahlmeister. Mit SW-Illustrationen von Tine Decker und Michael Kämpfer. Palabros de Cologne, Köln 2011, ISBN 978-3-9813632-0-3.